# Grandes familles de Fès
Vous pouvez aider à l'améliorer ou bien discuter des problèmes sur sa page de discussion.
- Le fond est à vérifier. Si vous venez d’apposer le bandeau, merci d’indiquer ici les points à vérifier. (Marqué depuis novembre 2022)
- Il peut contenir un travail inédit ou des déclarations non vérifiées. Vous pouvez l’améliorer en ajoutant des références. (Marqué depuis novembre 2022)

Vous pouvez aider à l'améliorer ou bien discuter des problèmes sur sa page de discussion.
- Il ne cite pas suffisamment ses sources. Vous pouvez indiquer les passages à sourcer avec {{référence nécessaire}} ou {{Référence souhaitée}}, et inclure les références utiles en les liant aux notes de bas de page. (Marqué depuis novembre 2022)
- Certaines informations devraient être mieux reliées aux sources mentionnées dans la bibliographie ou les liens externes. Améliorez sa vérifiabilité en les associant par des références. (Marqué depuis novembre 2022)
- Il ne s’appuie pas, ou pas assez, sur des sources secondaires ou tertiaires. (Marqué depuis novembre 2022)
- Il contient une ou plusieurs listes. Le texte gagnerait à être rédigé sous la forme d’un ou plusieurs paragraphes synthétiques, afin d’être plus agréable à lire. (Marqué depuis novembre 2022)
- Il n’est pas rédigé dans un style encyclopédique. (Marqué depuis novembre 2022)

- Archive Wikiwix
- Bing
- Cairn
- DuckDuckGo
- E. Universalis
- Gallica
- Google
- G. Books
- G. News
- G. Scholar
- Persée
- Qwant
- (zh) Baidu
- (ru) Yandex
- (wd) trouver des œuvres sur Wikidata

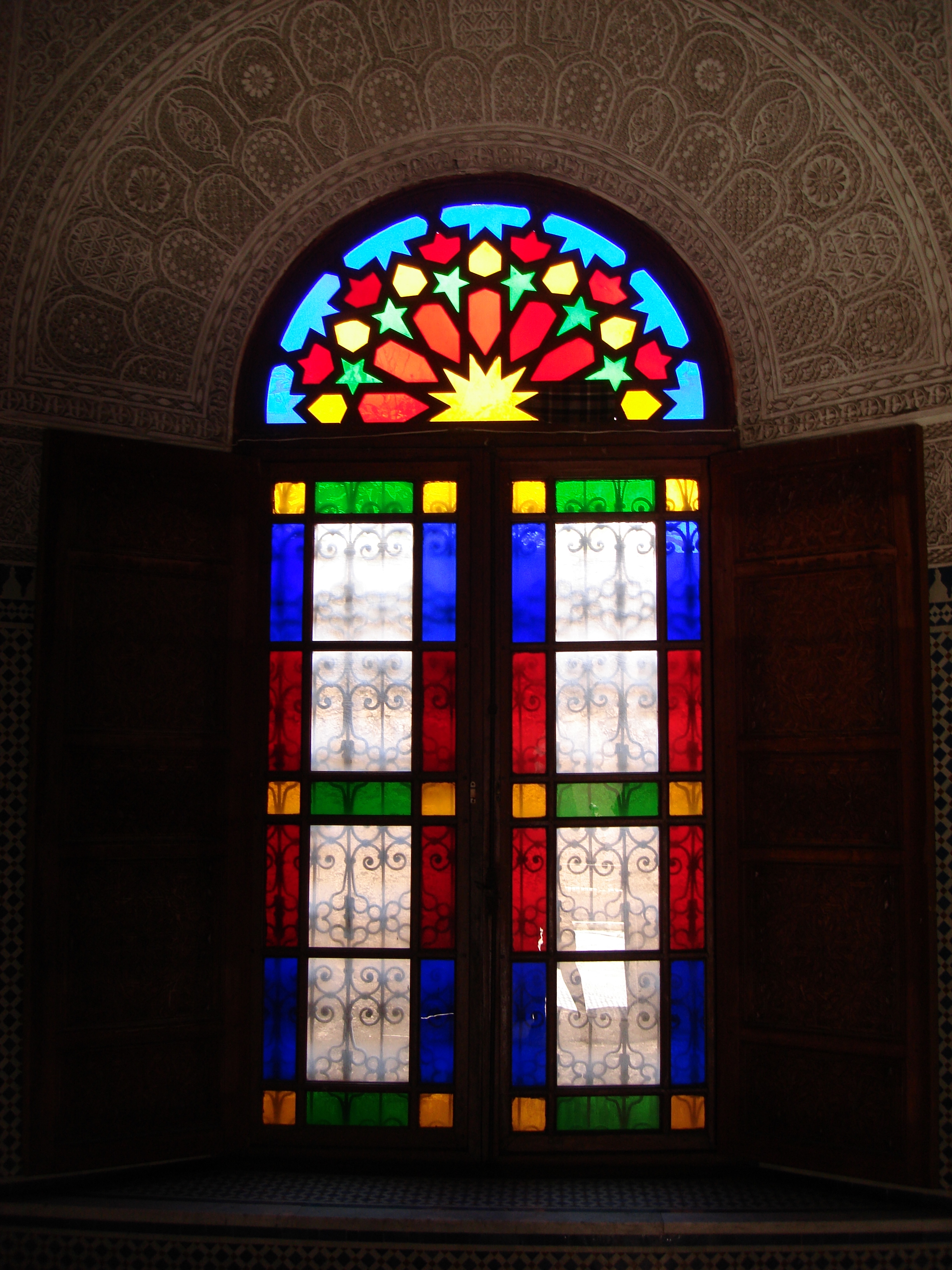
Vitraux à Fès.

Les familles anciennes de Fès au Maroc sont appelées Ahl Fas (en arabe : أهل فاس) ou plus communément Les Fassis.
Proches du pouvoir du Sultan, ces familles musulmanes constituent depuis des siècles l'aristocratie, l'élite politique, et financière du Maroc. Bien que n'habitant plus Fès, les Fassis conservent leurs spécificités culturelles.

## Histoire
Fès est une ville arabe fondée par les Arabes Idrisi et habitée par des tribus arabes andalouses et des tribus arabes Qaysite.
En 788, Idriss ben Abdellah, un chiite d'Arabie, fuit la persécution subie par les Abbasides et étant descendant direct du prophète Mahomet par sa fille Fatima ,fonde la ville de Fès avec les tribus Árabes . Sous le règne de son fils, Idriss II, la ville devient le siège de la nouvelle dynastie jusqu'à la seconde moitié du Xe siècle, le pouvoir Idrisside s'effondre sous l'effet des incursions et des interventions des Omeyyades d'Espagne, des Zirides — vassaux des Fatimides — et des Zénètes ; ils achèvent de perdre leur pouvoir effectif en 972. Les Idrissides quittent alors le Maroc et partent en exil pour l'Égypte. Ils sont définitivement écartés en 985, après l'échec de la restauration du dernier émir en exil, Al-Hasan ben Kannun, dernier descendant de la dynastie, qui est assassiné, marquant la fin des Idrissides au Maghreb.
À Fès, le nouveau sultan accueille en 825 quelque 2 000 marchands arabes venant de Kerouan en Tunisie ; ces derniers, de passage, s'installent temporairement à l'ouest de l'oued dans le quartier dit des Kairouanais, en majorite numérique face à la minority de berbères. Des familles (juives et morisques) expulsées de Cordoue d'Al-Andalus (actuelle Espagne) peuplent progressivement les deux rives de la rivière en deux villes séparées[source insuffisante] :
- la rive des Karouanais sur la rive droite ;
- la rive des Andalous sur la rive gauche.

Ce melting pot civilisationnel permet à la cité de devenir en quelques décennies le centre économique, intellectuel et religieux du Maroc, chaque communauté apportant avec elle ses connaissances littéraires, scientifiques et artistiques.
Certains Fassis sont des Juifs qui se sont convertis à l'islam.

### Types de famille
Il existe quatre groupes d'origine distinctes de familles que l'on dit de Fès (à ne pas confondre avec l'expression populaire « fassi » qui désigne principalement les familles marchandes andalouses ayant émergé financièrement entre la fin du XIXe siècle et l'indépendance du Maroc) : 

« Constitués de lignées de Chorfas, d’oulamas, de commerçants ou de haut commis du makhzen, la bourgeoisie urbaine fassie a su accumuler et fusionner différents types capitaux (capital économique, capital culturel, capital social) et ressources locales et internationales et diversifier ses alliances, pour reproduire sa position sociale dominante. Elle a profité à la fois de son ancienne alliance avec le Makhzen, de la politique du protectorat initiée par Lyautey envers les élites marocaines (création d’écoles des fils de notables, préservation des privilèges…) et de son engagement dans le combat nationaliste. »

— Abdellatif Zeroual, Modernisation néolibérale et transformation du profil des dirigeants des entreprises publiques au Maroc.Cas de la Caisse de Dépôt et de Gestion (CDG) : 1959-2009 ; DO  - 10.1163/2031356X-02702003; JO  - Afrika Focus
Par leur présence dans la capitale et leur éducation, les familles fassies ont toujours joué un rôle politique clé dans l'histoire du Maroc depuis l'époque médiévale.
- Familles du makhzen traditionnel[3]: "Jusqu'au protectorat les grandes charges politiques - celles d'ouzir el ad'am ou premier ministre, d'allef ou ministre de la guerre, de hajib ou chambellan, de caid mechouar ou chef de la garde impériale- continuèrent à être exercées par des familles du Makhzen traditionnel, c'est-à-dire recrutées parmi les serviteurs vivant au palais, les ashabs, parmi les bouakher et les chefs du guich ou permis certains grand caids des tribus makhzen. D'autres charges, notamment les différentes charges d'oumana des corporations du palais, les charges de pacha et les autres grandes charges militaires étaient également exercées par familles de même origine makzenienne"[3]. Très liées entre elles par mariage : "Pour les alliances matrimoniales, je citerai, à titre d’exemple, l’alliance entre la famille Aâbabou et la famille Benslimane"[4]. Quelques noms célèbres se détachent, certains marquant toujours l'histoire du Maroc moderne: Ababou, Mokri, Benslimane, ouled Jamai (Baghdadi), Ben Moussa (BA Ahmed), Mesfiou[5].
- Les Chorfa : Ils tirent leur pouvoir spirituel de leur rang. Ils prétendent (les plus anciens actes notariés ne datant que des Mérinides) être les descendants du prophète Mahomet par sa fille. Ils appartiennent soit à la dynastie des Idrissides (les Idrissi, les Benbachir (variante : Belbachir), soit à celle des Alaouites, soit à des clans d'aristocrates étrangers comme les Skalli (famille de Chorfas ayant vécu en Sicile) ou encore les Irakis ou Laraki (originaires de Mésopotamie dont l'ancêtre est Mohamed Al Hadi Ibn Abi Al Qasim Ibn Nafis, arrivé d'Irak à Fès à l'époque du sultan mérinide, après avoir séjourné quelque temps en Égypte). Eux seuls peuvent se faire appeler Sidi ou Moulay.
- Les Oulemas : Ils tirent leur pouvoir de leur savoir. Apparus surtout à partir du xviie siècle, ce sont des lettrés. Enseignants pour nombre d'entre eux à l'université islamique de Fès, ils apparaissent comme les garants de la tradition
- Les Marchands (ou andalous) : Ils tirent leur pouvoir de leur richesse. À partir du XVIe siècle, ces familles profitent du développement du commerce international pour s'imposer. Les négociants de Fès exportent des cuirs et des tapis en Europe, importent des tissus et des produits industriels anglais. Certains vont jusqu'en Chine, en Inde ou en Perse. D'autres se spécialisent dans le commerce avec l'Afrique noire. Cette bourgeoisie émergeant au cours du XIXe siècle connaîtra un essor politique certain durant le protectorat français au Maroc sous l'impulsion de certaines « familles du Makhzen traditionnel », cherchant là des alliés dans leur éternelles luttes d'influence interne ainsi outre l'alliance historique Ababou/Benslimane déjà mentionnée[Où ?], on peut citer aussi, l'alliance Ababou/el Fassi[6], Guebbas/Bensliman ou celles multiples de la famille el Mokri, entre autres.

À l'exception des familles ayant fondé la ville (certains chorfas idrisides, les tribus Lyazhi et Arouaba), toutes les familles de Fès viennent d'ailleurs. Ainsi, les Tazi sont originaires de la ville de Taza, les Slaoui de Salé, les Kabbaj de Alcobaça au Portugal, les Ababou se réclament d'une origine yéménite (peut être Arabes Ansâr , peut-être almoravide via un nassab wattasside ) de Seguia el-Hamra (Sahara occidental) passés par Gzenaya et el Jaï dans le Rif , les Mokri de Tlemcen, les Benmoussa du Guich Cherrada (Beni Maquil yéménite), les Mernissi de la tribu Jbala Mernissa, les Filali de Tafilalet, les Squalli de Sicile, les Guebbas du djebel Zerhoun et les el Jaï (dont les Amrani non joutey) de la tribu Jbala du même nom.
Dans les faits, le mélange et la socialisation a donné naissance à une communauté de familles unies, parfois rivales, dont sont issus plusieurs riches commerçants, savants, oulémas, artistes et hommes politiques au fil de l'histoire marocaine. Comme en Europe, les aristocrates marient leurs filles à de riches personnes qui recherchent un titre de prestige. Les lettrés se lancent dans le négoce, les marchands deviennent commis de l'État. Apparaît alors une aristocratie bourgeoise sur laquelle le Palais royal va de plus en plus s'appuyer.

### Influence politique

Région de Fès-Meknès.

Elles ont tour a tour constitué soit le pouvoir du Makhzen ou une force politique dans la défense de leurs intérêts.
Le poids religieux des oulémas fassis permet à la ville de Fès de jouir d'une autonomie de gestion et souvent de participer à la vie politique du royaume selon son soutien ou son opposition au pouvoir des souverains marocains.

#### Exemples notables
- Au Xe(h)/XVe siècle(c) : Les chorfas de Fès se révoltent contre le pouvoir de la dynastie Mérinide et tuent le sultan ‘Abd al-Ḥaqq II. Ils choisissent Mohammed ibn Ali Amrani-Joutey, un Fassi idrisside, comme le nouveau sultan du Maroc

.
- Inversement, le alem Abdeslam Guessous est exécuté par le sultan Moulay Ismaïl pour avoir dénoncé l'esclavage des Noirs au Maroc. (Voir Esclavage dans le monde musulman)
- Moulay Rachid (premier Alaouite) doit son acceptation par les Fassis à la propagande des ouléma andalous

Certaines familles se mettent au service des sultans du Maroc :
- La famille Fassi Fihri (ou El Fassi, ou encore El Fihri) dont les origines remonteraient au clan Qurayshite des Banu Fihr dans l’Arabie antéislamique[11]. Arrivés au Maroc à la fin du XVe siècle[11], les membres de cette famille sont proches de l’État depuis le XVIIIe siècle et le règne de Moulay Ismaïl (qui nomme deux frères Fassi-Fihri et un cousin à des postes clés de la hiérarchie administrative)[11]. Ils restent proches du pouvoir pendant les siècles qui suivent. Plusieurs personnalités de cette famille exercent des très hautes responsabilités dans l'histoire du pays (vizirs, nationalistes, ministres, patrons d'entreprises, oulémas...).
- Les Berrada (en arabe :برادة) : D'origine andalouse, c'est l'une des plus anciennes familles de Fès, et la première élite politique et financière du Maroc.
- Au XIXe siècle, de nombreux diplomates et conseillers royaux sont issus de Fès (dont Ahmed Bensouda, Abdelhadi Tazi, Abdelhadi Boutaleb...)

### Les Fassis du19esiècle

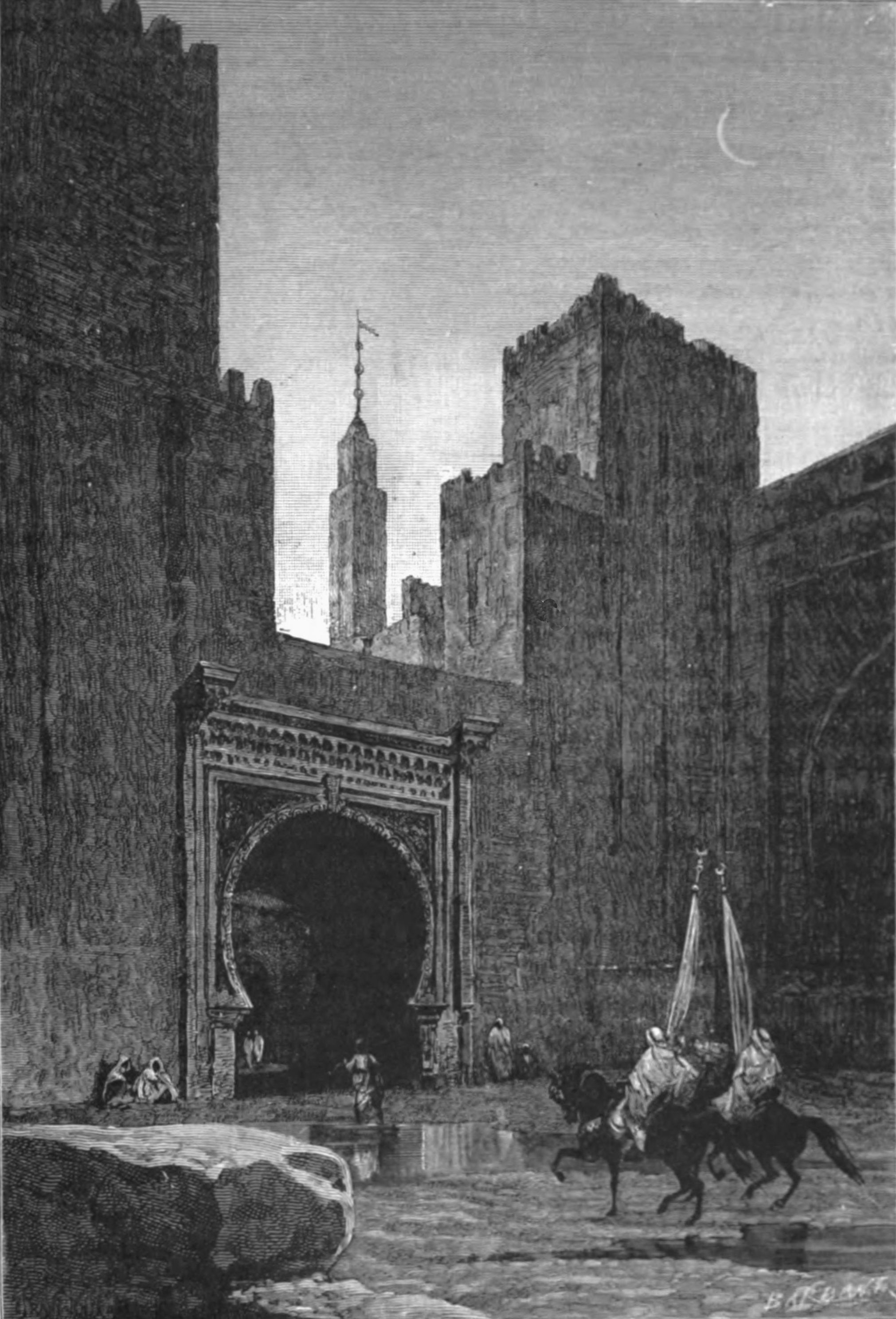
Porte de la kasbah de Fès (1891).

À partir de la fin du XIXe siècle, nombre de ces grandes familles de l'élite économique capitaliste émergente abandonnent Fès afin de s'établir à Casablanca qui devient la capitale économique du royaume. Tandis qu'au protectorat, Rabat devient la nouvelle capitale politique.
L'Europe est alors en pleine révolution industrielle. Casablanca attire les acheteurs européens et développe ses activités portuaires. En outre, la conquête de l'Algérie par les Français, en 1830, a coupé Fès de ses débouchés à l'Est. C'est de cette époque que date la puissance de ceux que l'on appelle aujourd'hui encore les « Fassis de Casablanca ».
L'un des principaux bénéficiaires de l'urbanisation de Casablanca est Hassan Benjelloun. Marchand de céréales, commissionnaire de la compagnie de navigation Paquet, il arrive à Casablanca en 1880. Pressentant le futur développement de la ville, il investit dans le foncier et l'immobilier. Aujourd'hui encore, ses héritiers - qui seraient près de 150 - perçoivent les rentes de ses judicieux placements. L'un des plus célèbres est Othman Benjelloun, à la tête de l'un des plus grands groupes du pays, ou encore la grande famille Berrada.

### Protectorat
Jusqu'en 1927, il n'existe au Maroc que deux collèges musulmans : les collèges Moulay Idriss (en) (1914) à Fès et Moulay Youssef (1916) de Rabat. Ils accueillent, conformément à la décision du maréchal Lyautey, des élèves choisis parmi les titulaires du certificat d'études musulmanes, un diplôme délivré par les écoles aux fils de l'élite de toute la zone pacifiée du protectorat français.

### Maroc contemporain
Au lendemain de l'indépendance, le rôle historique joué par le parti de l'Istiqlal conforte la puissance des grandes familles fassies.
Leurs héritiers fréquentent les meilleurs lycées et les grandes écoles françaises. Diplômés des Mines, de Ponts et chaussées ou de Polytechnique, ils sont ensuite cooptés à la tête des grandes administrations, des banques, des sociétés industrielles ou commerciales et essaiment dans tous les secteurs stratégiques.
En 1966, la prise de contrôle des fédérations des chambres de commerce et d'industrie donne lieu à une véritable révolte de la part de gros commerçants soussis, qui disent vouloir en finir avec la domination unique des Fassis.
En 1972, un article du article du New York Times affirme :
"Fès a perdu son influence, mais pas les fassis. Avec une dextérité acquise au cours de plusieurs siècles dans la navigation du pouvoir politique et du monde économique, les Fassis sont présents la ou il y a de l'action, tout en conservant leur lien avec Fès. (..) Dans la ville de Casablanca, certains des plus grands industriels et hommes d'affaires sont fassis. Ainsi qu'un nombre important de médecins, avocats, ingénieurs "
L'historien Mustapha Bouaziz affirme que le Parti de l'action, fondé par le père de Aziz Akhanouch, était clairement anti-Istiqlal, formation politique accusée de trop favoriser les Fassis.
Selon l'écrivain Jacob Cohen, certaines familles fassies de l'Istiqlal auraient encouragé les juifs marocains à quitter le pays, notamment en lançant une campagne de boycott. Selon Cohen, ils auraient fait ca car les juifs représentaient une trop grande menace commerciale pour les business fassis.
Le Palais, qui prend conscience que cette situation devient dangereuse pour le pays, va tenter de diversifier les élites en promouvant des figures berbères ou paysannes. Driss Basri aurait été nommé car il était d'origine populaire.
Pour l'intellectuel américain John Waterbury : « Les Fassis sont le modèle de l’élite urbaine, qui a conservé ses traditions, ses alliances et ses acquis, même quand elle a changé de ville ».

## Noms de famille

### Retranscription des noms

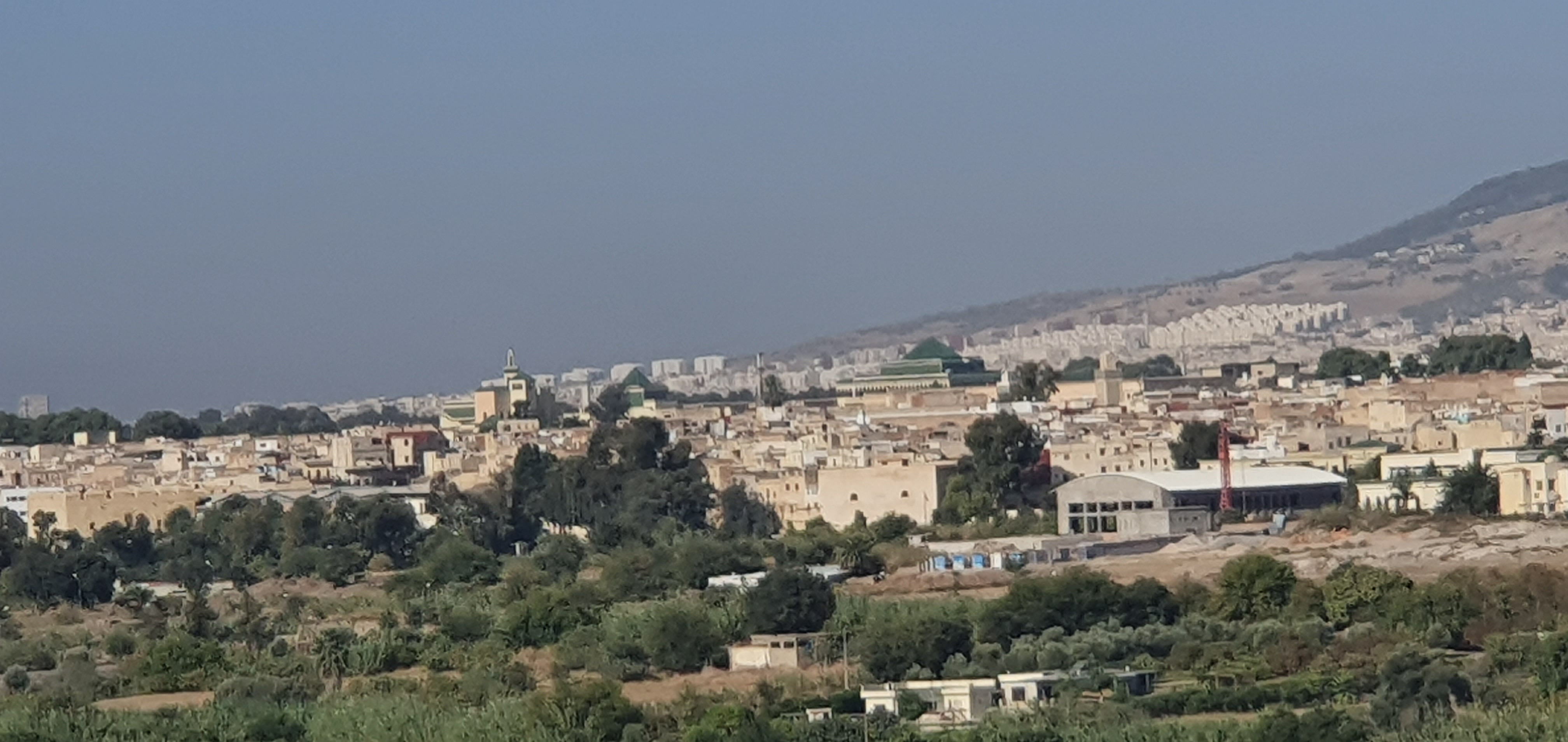
Vue du Palais Royal de Fès (Dar el Makhzen) depuis Borj Sud.

Les noms de famille dans leur dénomination arabe sont souvent tronqués, chaque branche gardant ainsi soit :
- Laqab (لقب) (dans le cas des nombreux commerçants fassis, les métiers comme Kettani, Attar, Lahlou mais aussi et surtout le titre honorifique comme El Mansour Les Lahlou. Il existe trois origines à cette famille, Les Lahlou :

Famille de souche berbère appartenant à la dynastie Wattassides. Rangés parmi les Berbères Zénata, de la branche des Beni Merine, ils seraient selon une autre version fournie par l'historiographe Adelouahab Benmansour, issus du clan sanhajien des Lemtouna, de la descendance du grand chef Almoravide Youssef Ibn Tachfin. À l'avènement des Almohades, un de leurs ancêtres aurait rejoint les Mérinides dans le Zab (sud algérien et tunisien). Le vizir Yahya ben Yahya Wattassi aurait atteint un tel pouvoir que le sultan mérinide Abd-el-Haqq Merini le fit emprisonné et assassina toute sa famille sauf les deux frères du vizir, Mohamed Lahlou et Mohamed Cheïkh, qui s'enfuirent dans le désert. Lorsque ce dernier fonde la dynastie des Wattasides, il appela son frère pour prendre les fonctions de vizir ; c'est d'ailleurs lui l'ancêtre éponyme de la famille Lahlou.
Famille originaire d'Andalousie, de Cordoue, leurs ancêtres de confession juive se sont convertis de force à l'islam durant l'invasion musulmane de l’Espagne ; l'on dénombre par ailleurs deux petites branches de cette famille[Où ?], l'une de confession chrétienne et l'autre juive, vivant principalement en Israël mais il existe cependant des branches de cette famille, Lahlou Mimi, Lahlou Kitane, Lahlou Torrès....
Les Al Lahlou Chorfas Oudghiri et beaucoup d'autres parfois peu connus.
- Nasab (نسب) (filiation, comme Idrissi en tant que descendants de Moulay Idriss, ou El Fihri en tant que descendant de Fihr Quraïch)
- Nisba (نسبة) (origine géographique comme Andalousie, Lahraichi, Sebti, Kafhali ou Sqalli)
- parfois un composé de deux aspects du nom.

### Liste des familles
(avril 2021).
- Si vous ne connaissez pas le sujet, laissez ce bandeau (vous pouvez alors contacter les auteurs).
- Si vous supprimez le contenu mis en cause (vous pouvez préalablement contacter les auteurs),

argumentez précisément cette suppression dans la page de discussion
(un manque de référence n'est pas un argument ; une recherche réelle de référence doit avoir été effectuée, être formellement documentée).
Il ne s'agit que d'une liste plus ou moins exhaustive des principaux noms de famille connus à Fès jusqu'à l'indépendance et avant les migrations vers Casablanca entre autres. Les origines ne donnent, par ailleurs, aucune indication sur l'ancienneté de la famille dans la ville, d'autres familles existent depuis plus de 500 ans.
Par ailleurs, certaines familles se sont également déplacées durant toutes ces années aussi bien au Maroc qu'à l'étranger. Les noms de famille ne sont donc pas forcément représentatifs uniquement de la ville de Fes.
Les familles fassis les plus anciennes sont par ailleurs les familles idrissides et Lyazhri (du nom de la tribu berbère où a été fondée Fès[pas clair]) par définition.
,

### Les El Fassi - Fassi Fihri
Au Maroc, cette famille assez particulière constitue un phénomène unique en son genre.
Ils seraient proches de l’État depuis le XVIIIe siècle et le règne de Moulay Ismaïl, qui nomme deux frères et leur cousin à des postes clé de la hiérarchie administrative. Plusieurs personnalités issues de cette famille ayant exercé de hautes responsabilités dans l'histoire du pays (vizirs, ministres, patrons d'entreprises publiques, oulémas...).
Grâce à la reproduction sociale, favorisée par l'absence d’impôt sur la fortune ou d’impôt sur l'héritage, leurs descendants continuent jusqu’à aujourd’hui d'exercer des haute fonctions. Ce phénomène est aggravé par le fait que certains membres de cette famille ont comme tradition de se marier entre eux (endogamie).
Ainsi le premier ministre Abbas El Fassi a pour père Abdelmajid El Fassi, petit-fils de Abdellah El Fassi. Ce dernier, nommé grand-vizir du Maroc en 1930 par la France, est l'ancêtre de Allal El Fassi. Son oncle, Abdeslam El Fassi marié à Kenza Ababou fille du puissant chambellan Thami Ababou , a été ministre de l'Éducation nationale. L'épouse de Abbas El Fassi n'est autre qu'Oum El Banine El Fassi, qui est la fille de l'union entre Allal El Fassi et Zahra Fassi Fihri. La fille du premier ministre, Radia El Fassi, est la femme de Nizar Baraka, qui est - lui aussi - un petit fils de Allal El Fassi. Le fils du premier ministre, Abdelmajid El Fassi étant député de l'Istiqlal alors que son autre fils, Fihr El Fassi travaille avec Nadia Fassi-Fihri, PDG de Inwi. Leur père Abbas El Fassi étant cousin de Taieb Fassi Fihri et Ali Fassi Fihri.
La famille El Fassi - Fassi-Fihri a été décrite comme sans doute la famille la plus influente du Maroc.

### Fassis célèbres
- Ahmed Laraki : Premier ministre du Maroc
- Abbas El Fassi : Premier Ministre du Maroc
- Mohammed Karim Lamrani : Premier ministre du Maroc.
- Mohamed Berrada : Ministre de l’Économie et des Finances. Ambassadeur du Maroc en France. Patron de Royal Air Maroc.
- Abdelhadi Boutaleb : Ministre des Affaires Étrangères. Conseiller du Roi.
- Abdelkader Benjelloun : Ministre des Finances. Ministre de la Justice.
- Othman Benjelloun : Homme d'affaires milliardaire. PDG de BMCE Bank.
- Omar Benjelloun : Homme d’affaires
- Khalid Kadiri : Haut fonctionnaire et inspecteur des finances, directeur général de la Caisse de dépôt et de gestion (CDG) et président directeur général de la Banque nationale pour le développement économique (BNDE)
- Abdelhafid Kadiri : Ministre de la Jeunesse et des Sports
- Abdelhak El Kadiri : Homme d'état marocain, Général de corps d'armée
- Thami Ababou : grand chambellan (hajib) du sultan, précepteur de plusieurs princes (dont le futur Mohammed V) et rival du grand vizir el Mokri[20].
- Hassan Ababou: ancien ministre du tourisme, grand commis de l'état marocain.
- Mohammed El Mokri : grand vizir première moitié du XXe siècle.
- Ahmed Mekouar : Premier signataire du Manifeste de l'indépendance, signé dans le Palais Mekouar à Fes. Membre fondateur du Parti de l'Istiqlal.
- Aziz Mekouar : ambassadeur du Maroc en Angola, au Portugal, en Italie, aux États-Unis, et en Chine. Président du Conseil de la FAO de l’ONU.
- Mohamed Mekouar: Homme d'affaires et ambassadeur du royaume du Maroc au Sénégal.
- Abdelhadi Tazi : Historien. Écrivain. Membre de l'Académie du royaume du Maroc.
- Taïeb Fassi-Fihri : Ministre des Affaires étrangères et conseiller du Roi.
- Ali Fassi-Fihri : Directeur de l'Office National de l'Eau et de l'Électricité. Président de la Fédération marocaine de football.
- Abderrahim Berrada : né en 1938, l'un des plus grands avocats marocains.
- Mohamed Kabbaj : ministre des Finances et conseiller du Roi.
- Chakib Benmoussa : ancien ministre de l'intérieur et ambassadeur.
- Noureddine Bensouda : trésorier général du Royaume.
- Nouzha Skalli : ministre de la Famille
- Sarim Fassi-Fihri : président du Centre cinématographique marocain.
- Abdeslam Berrada : ministre.
- Aziza Bennani : ministre.
- Allal Al Fassi : membre fondateur du Parti de l'Istiqlal, président de l'Istiqlal.
- Malika Belmehdi El Fassi : écrivaine et seule femme signataire du Manifeste de l'indépendance du 11 janvier 1944.
- M'hamed Douiri : Membre fondateur de l'Istiqlal. Ministre de l’Équipement. Ministre de l'Économie et des Finances.
- Abdellatif Jouahri : Wali de Bank Al-Maghrib et ancien ministre des Finances.
- Aziza Bennani : ancienne ministre.
- Moulay Ahmed Alaoui : Ministre du Tourisme. Ministre de l'information. Ministre du Commerce et de l'Industrie.
- Hassan Chami : Président de la CGEM.
- Bensalem Guessous : Président de la CGEM.
- Abdelaziz Bendriss Amraoui : Homme politique marocain œuvrant pour une indépendance totale, un des fondateurs de la coalition Koutla.
- Driss Chraibi : fondateur de la littérature marocaine d'expression française.
- Nouamane Lahlou (1965-), artiste marocain, chanteur et compositeur.
- Abdellatif Filali : Premier Ministre
- Rachid Yazami : Physicien et inventeur de l'anode graphite pour les batteries lithium-ion.
- Abdeljalil El Kabbaj : homme politique, signataire du Manifeste de l'indépendance.
- Lalla Salma (Bennani) : Épouse du roi du Maroc.
- Mohammed Bennis : Poète et l'un des plus importants écrivains.
- Mohamed Diouri: Nationaliste marocain qui fut notamment l'un des signataires du Manifeste de l'indépendance du 11 janvier 1944.
- Yto Barrada : fondatrice de la cinémathèque de Tanger.
- Abdelhadi Belkhayat : chanteur.
- Abdelwahab Doukkali: chanteur-compositeur de musique marocaine de variété.
- Ahmed Lahlimi Alami : président du Haut-commissariat au plan.
- Najib Zerouali Ouariti : ministre et ambassadeur.
- Mohamed Kettani : PDG de Attijariwafa bank.
- Adil Douiri : Ministre. Cofondateur de la banque CFG.
- Fouad Douiri : Ministre. Patron d'une compagnie d'assurance.
- Ahmed Bensouda : conseiller du roi et ministre.
- Noureddine Ayouch : publicitaire et homme d'affaires marocain.
- Anas Sefrioui : homme d'affaires milliardaire.
- Hicham Lahlou : personnalité reconnue dans le monde de l’architecture et du design.
- Ahmed Sefrioui : écrivain marocain d'expression française.
- Azzeddine Laraki : Ministre de l'éducation nationale.
- Tahar Ben Jelloun : écrivain marocain d'expression française.
- Moncef Belkhayat : ministre et homme d'affaires.
- Laila Marrakchi : réalisatrice.
- Lamia Boutaleb : Secrétaire d'État.
- Nabyla maan (Abdallaoui maane) : chanteuse et auteure-compositrice.